# Даниловка (Кемеровская область)
Дани́ловка — село в Тяжинском районе Кемеровской области. Входит в состав Ступишинского сельского поселения.

## География
Центральная часть населённого пункта расположена на высоте 167 м над уровнем моря.

## Население
| 2010 |
| ---- |
| 460  |

### Половой состав
По данным Всероссийской переписи населения 2010 года, в селе Даниловка проживало 460 человек (216 мужчин, 244 женщины).